# Вітор Дамаш
Вітор Мануел Афонсу Дамаш ді Олівейра (порт. Vítor Manuel Afonso Damas de Oliveira, 8 жовтня 1947, Лісабон — 10 вересня 2003, Лісабон) — португальський футболіст, що грав на позиції воротаря. Згодом — футбольний тренер.
Виступав, зокрема, за клуби «Спортінг», у складі якої — дворазовий чемпіон Португалії, триразовий володар Кубка Португалії. Також грав за національну збірну Португалії, у складі якої брав участь у Євро-1984 та ЧС-1986.

## Клубна кар'єра
У дорослому футболі дебютував 1966 року виступами за команду клубу «Спортінг», в якій провів десять сезонів, взявши участь у 229 матчах чемпіонату. Більшість часу, проведеного у складі «Спортінга», був основним голкіпером команди.
Згодом з 1976 по 1984 рік грав у складі команд клубів «Расінг», «Віторія» (Гімарайнш) та «Портімоненсі».
1984 року повернувся до «Спортінга», за який відіграв ще 5 сезонів. При цьому знову був основним воротарем і лише 1988 року 40-річний Дамаш поступився місцем у воротах «Спортінга» уругвайському новачку команди Родольфо Родрігесу. Офіційно завершив професійну кар'єру футболіста за рік, у 1989.
Помер 10 вересня 2003 року на 56-му році життя у Лісабоні.

## Виступи за збірну
1969 року дебютував в офіційних матчах у складі національної збірної Португалії. Протягом кар'єри у національній команді, яка тривала 18 років, провів у формі головної команди країни 29 матчів.
У складі збірної був учасником чемпіонату Європи 1984 року у Франції, де був резервистом Мануела Бенту і жодного разу на поле не виходив, а його команда дійшла до півфіналу.
За два роки був учасником чемпіонату світу 1986 року у Мексиці. На цьому турнірі у першлму матчі групового етапу ворота португальців захищав Бенту, проте після тієї гри серйозно пошкодив на тренуванні гомілку, тож на другу і третю групові ігри його змінив Дамаш. Саме поразки у двох останніх іграх групового турніру проти Польщі і Марокко не дозволили збірній Португалії пробитися до плей-оф.

## Тренерська кар'єра
Завершивши виступи на футбольному полі, залишився у «Спортінгу» як асистент головного тренера. 1989 року двічі протягом нетривалого часу виконував обов'язки головного тренера лісабонської команди.
Протягом 1999–2000 років тренував команду нижчолігового клубу «Лорінянсі», після чого повернувся до «Спортінга», де до 2001 року працював з другою командою рідного клубу.

## Титули і досягнення
- Чемпіон Португалії (2):

«Спортінг» (Лісабон):  1969-1970, 1973-1974
- Володар Кубка Португалії (3):

«Спортінг» (Лісабон): 1970-1971, 1972-73, 1973-74